# Guijo de Coria (kommun)
Guijo de Coria är en kommun i Spanien.   Den ligger i provinsen Provincia de Cáceres och regionen Extremadura, i den centrala delen av landet, 240 km väster om huvudstaden Madrid. Antalet invånare är 252.